# 阿尔贝·萨曼

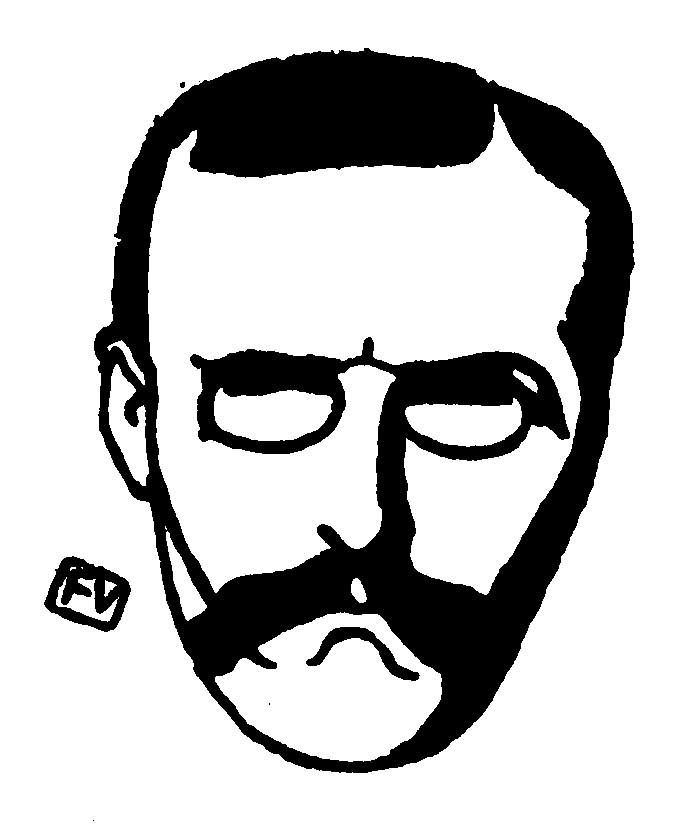
阿尔贝·萨曼

阿尔贝·萨曼（法語：Albert Samain, 1858年4月3日—1900年8月18日），法国象征派诗人。

## 生平
萨曼出生于里尔的一个佛拉芒家庭，父母是酒商。他的父亲在他很小的时候就死了，因此他被迫辍学以补持家用。1880年来到巴黎，后在巴黎市政府任文书。他加入了法国文学期刊《水星》（Mercure de France）的创办组织，又与《两世界杂志》（Revue des Deux Mondes）合作。他生活朴素，因患肺结核英年早逝。

## 作品
在创作上，萨曼深受波德莱尔和魏尔伦的影响，作品甜蜜、柔和、朦胧而又透出悲伤。他的两部诗集《公主的花园里》（1893年）和《瓶子的侧面》（1898年）为他带来了声誉，第三本诗集《金车》于1901年在他死后出版。